# Ageneiosus militaris
Ageneiosus militaris är en fiskart som beskrevs av Valenciennes, 1835. Ageneiosus militaris ingår i släktet Ageneiosus och familjen Auchenipteridae. Inga underarter finns listade i Catalogue of Life.

## Bildgalleri

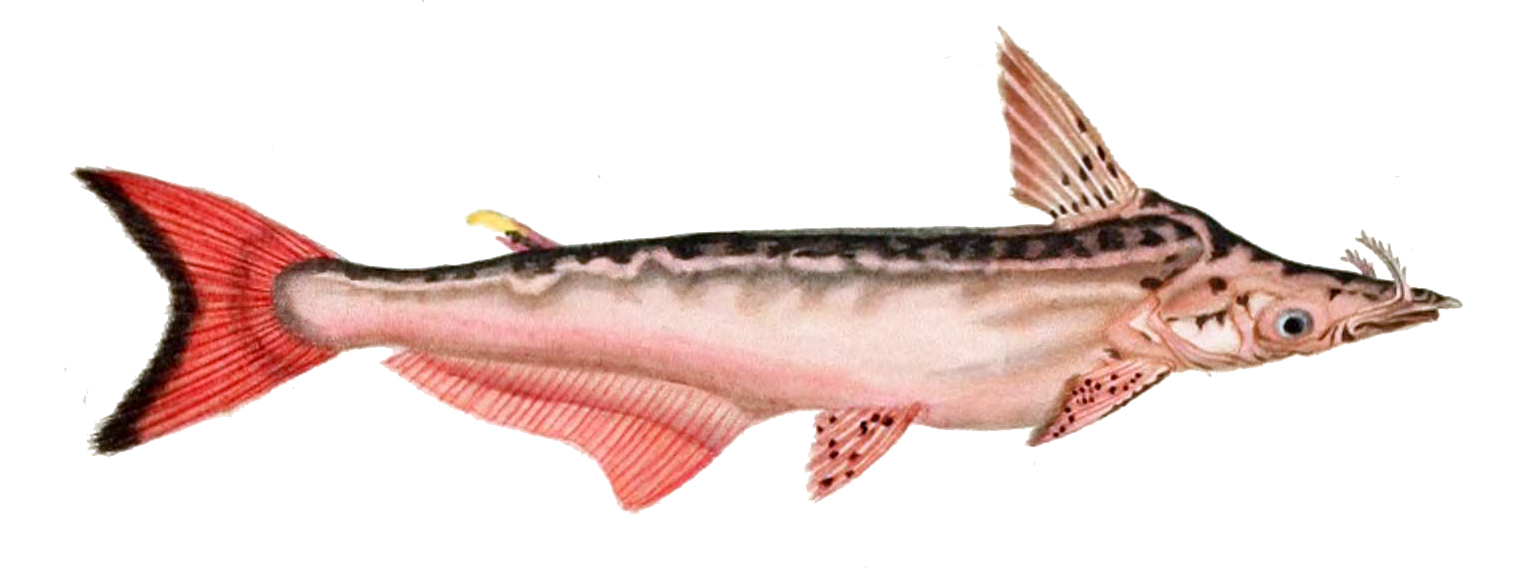
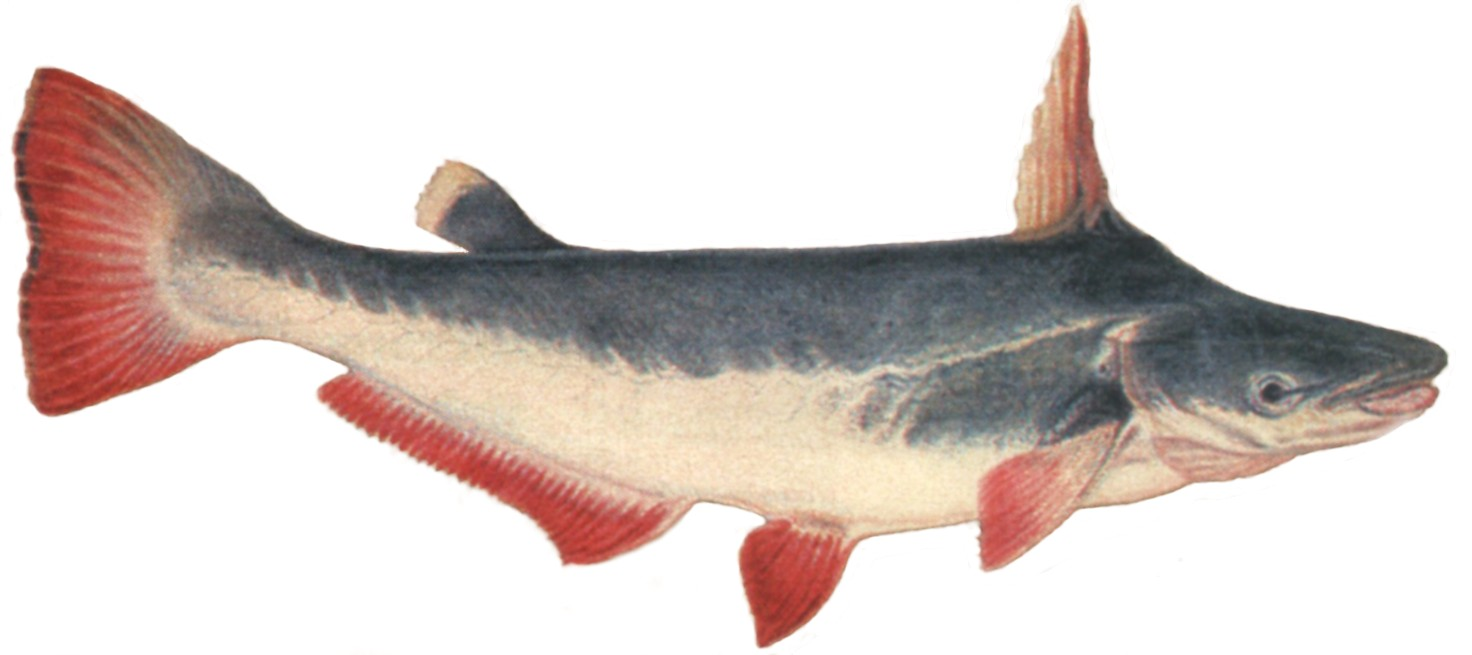